# Cucujus cinnaberinus
Cucujus cinnaberinus là một loài bọ cánh cứng thuộc họ Cucujidae. Nó được tìm thấy ở Áo, Belarus, Cộng hòa Séc, Estonia, Phần Lan, Đức, Hungary, Latvia, Litva, Montenegro, Na Uy, Ba Lan, România, Nga, Serbia, Slovakia, và Thụy Điển.

## Hình ảnh

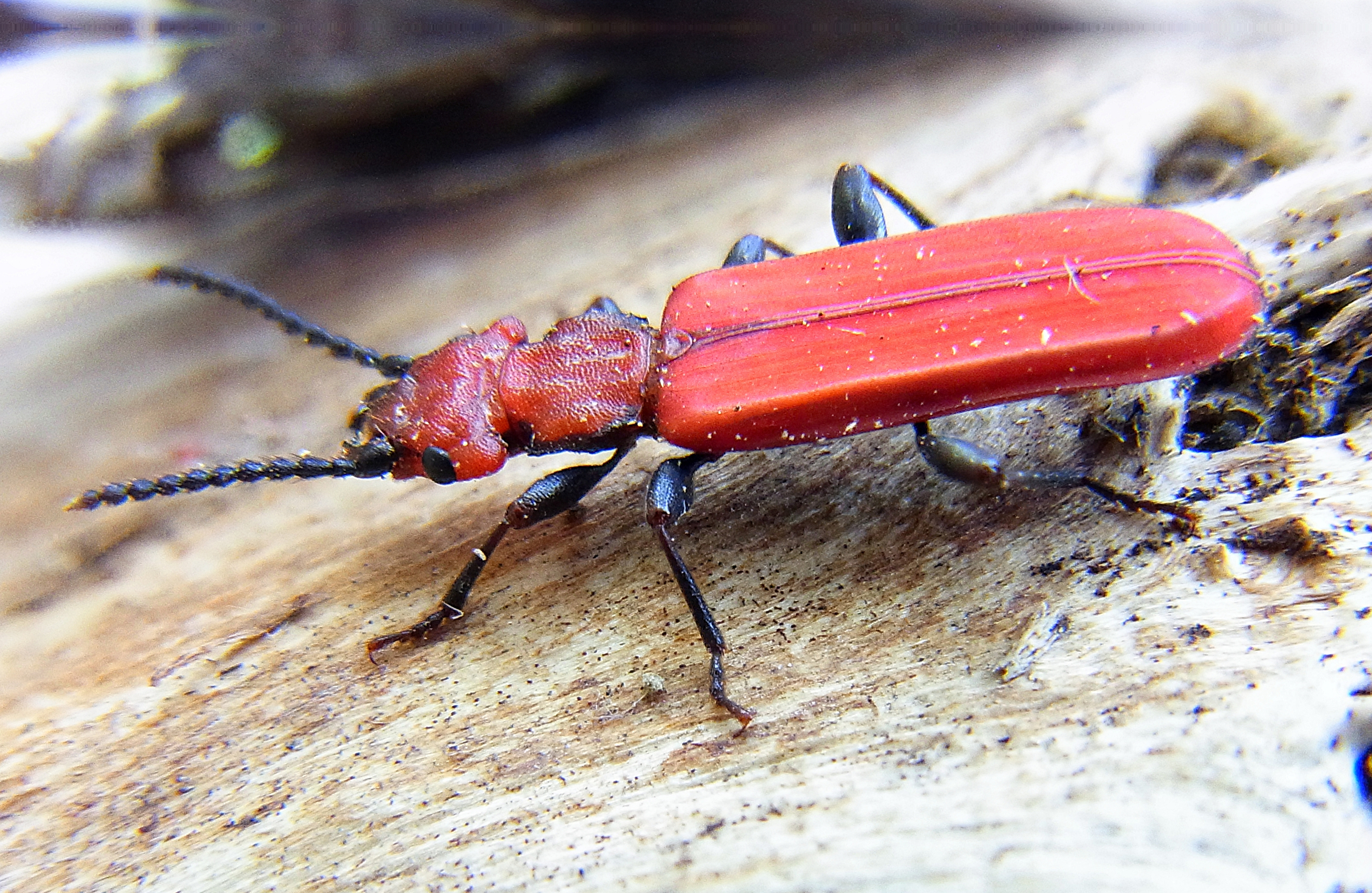
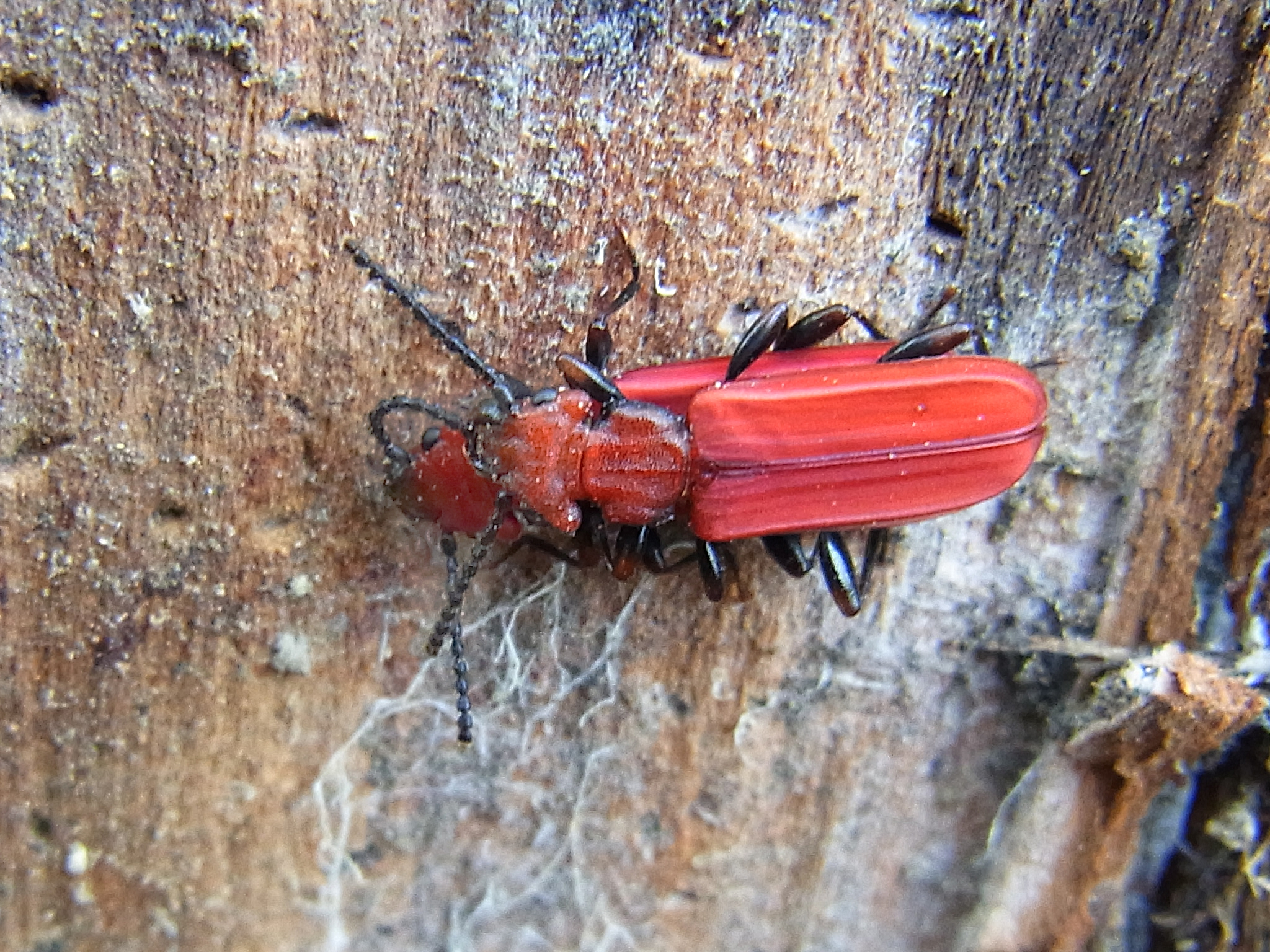
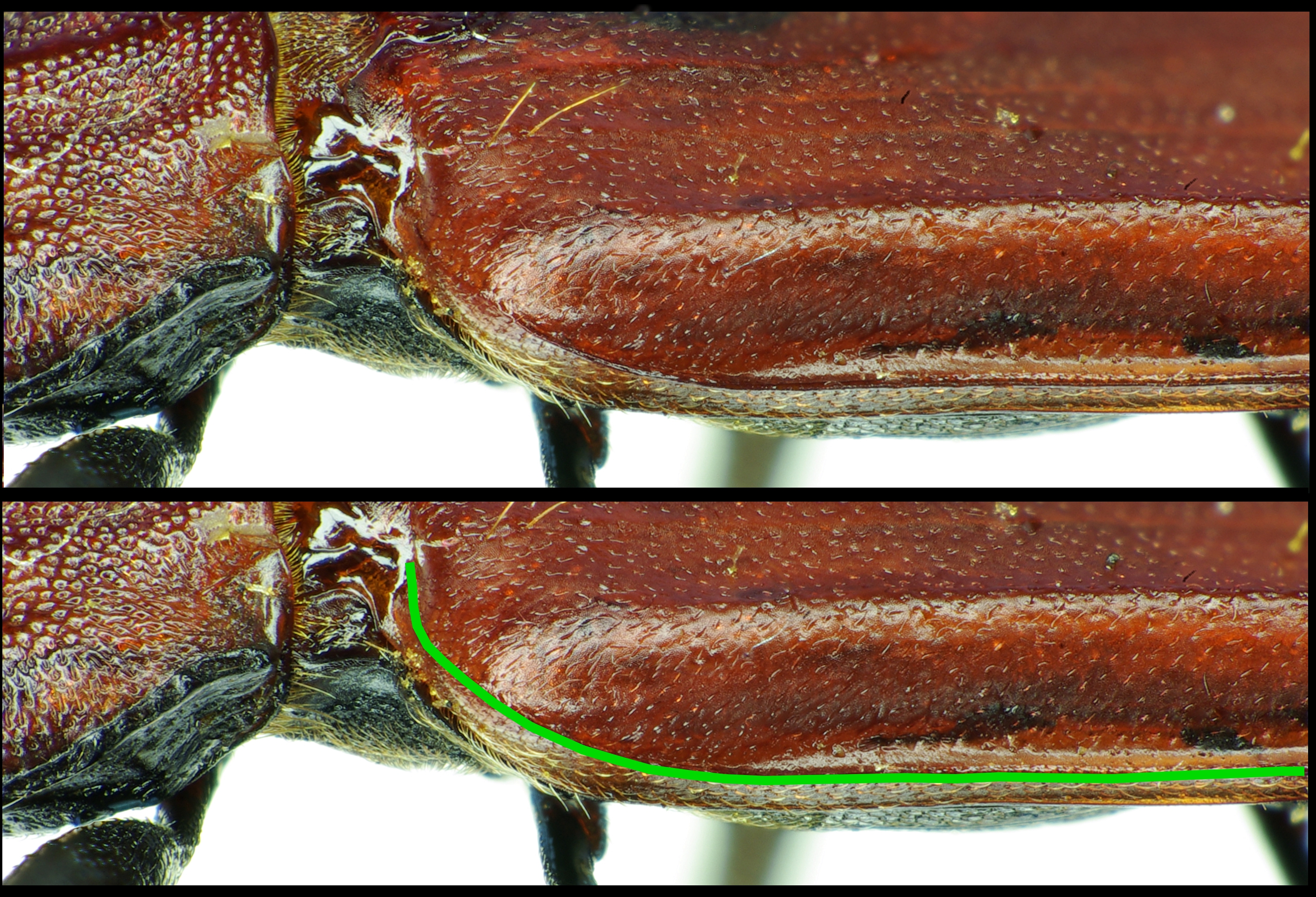
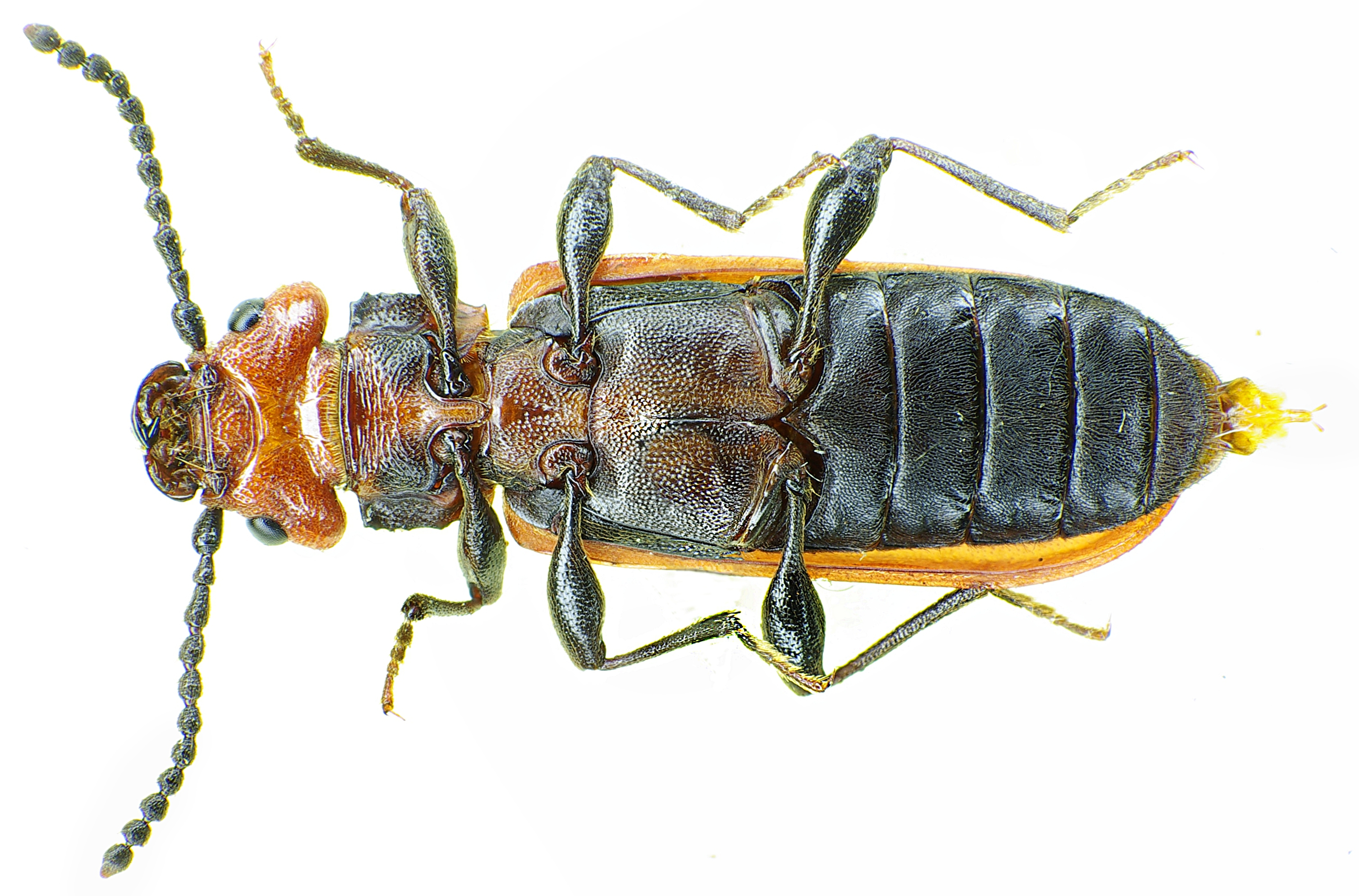